# PSD-95
PSD-95 (von engl. postsynaptic density protein 95), auch SAP-90 (synapse-associated protein 90), ist ein Protein aus der Gruppe der membran-assoziierten Guanylat-Kinasen (MAGUK) und wird vom Gen DLG4 kodiert. PSD-93, NMDA-Rezeptoren und spezielle Kaliumkanäle können mit PSD-95 Proteinkomplexe bilden. PSD-93 und PSD-95 interagieren beide an postsynaptischen Orten, um ein multimeres Gerüst für die Zusammenlagerung von Rezeptoren, Ionenkanälen, und den damit verbundenen Signalproteinen zu bilden.
PSD-95 ist das am besten untersuchte DLG-Protein. Wie alle MAGUK-Proteine enthält PSD-95 in seiner Struktur drei PDZ-Domänen, eine SH3-Domäne und eine Guanylat-kinase-ähnliche Domäne (GK). Es findet sich fast exklusiv in der Postsynaptischen Dichte (PSD) von Neuronen, wovon der Name PSD-95 abgeleitet ist. Mögliche Bindungspartner sind neben NMDA-Rezeptoren und Kaliumkanälen auch Neuroligin und AMPA-Rezeptoren. PSD-95 spielt eine wichtige Rolle bei der synaptischen Plastizität und der Stabilisierung von synaptischen Veränderungen während der Langzeit-Potenzierung.